# Джар-Башы
Джар-Башы (кирг. Жар-Башы) — село в Ысык-Атинском районе Чуйской области Кыргызстана. Входит в состав Интернационального айылного аймака.

## География
Село расположено в центральной части области, на левом берегу реки Ысык-Ата, на расстоянии приблизительно 14 километров (по прямой) к юго-востоку от города Кант, административного центра района. Абсолютная высота — 925 метров над уровнем моря.

## Население
Согласно оценочным данным Национального статистического комитета Кыргызской Республики, численность населения села на начало 2023 года составляла 386 человек.
| год     | 2009 | 2014 | 2015 | 2020 | 2021 | 2023 |
| ------- | ---- | ---- | ---- | ---- | ---- | ---- |
| человек | 502  | 349  | 344  | 362  | 368  | 386  |